# PRNP
PRNP (Proteína priónica) es un gen que provee instrucciones para la síntesis de una proteína llamada proteína priónica (PrP), que es activa en el cerebro y varios otros tejidos. Aunque la función precisa de la PrP no se conoce todavía, se encuentra posiblemente involucrada en el transporte de iones de cobre a las células desde el medio externo. Los investigadores han propuesto también para la PrP roles en la señalización celular o en la formación de sinapsis entre las células nerviosas (neuronas).
Se han identificado diversas formas de la PrP en el sistema nervioso. La forma celular usual de la proteína se denomina PrPC. Otra forma, PrPSc, tiene una estructura tridimensional diferente y se ha asociado con desórdenes hereditarios, esporádicos (no hereditarios) e infecciosos del cerebro y el sistema nervioso. En un proceso que no es del todo entendido, la PrPC se puede transformar en la PrPSc anormal. Esta proteína anormal puede promover a su vez la transformación de PrPC en PrPSc, llevando a lo que se conoce como encefalopatía espongiforme transmisible.
El gen PRNP se encuentra localizado en el brazo corto (p) del cromosoma 20 en humanos, desde los pares de bases 4.615.068 hasta 4.630.233.

## Mutaciones
Se han descrito más de 20 mutaciones en el gen PRNP en personas con enfermedades priónicas congénitas, que incluyen las siguientes:
- Enfermedad de Creutzfeldt-Jakob - el ácido aspártico-178 aparece reemplazado por asparagina, mientras que la metionina-129 es sustituida por una valina.
- Síndrome de Gerstmann-Sträussler-Scheinker - usualmente un cambio en el codón 102 de prolina a leucina.
- Insomnio familiar fatal - el ácido aspártico-178 aparece reemplazado por asparagina.
- Encefalopatía espongiforme familiar asociada a una nueva mutación en el gen PrP - substitución no conservativa a nivel del codón 183.

Algunas mutaciones en el PRNP llevan a cambios en un simple aminoácido en la proteína priónica. Otros insertan aminoácidos adicionales en la proteína o causan una proteína anormalmente corta. Estas mutaciones provocan que la célula fabrique proteínas priónicas con una estructura anormal. La proteína anormal, PrPSc, se acumula en el cerebro y destruye las células nerviosas, lo que lleva a enfermedades mentales y de comportamiento. Varios otros cambios en el gen PRNP (llamados polimorfismos) no causan enfermedades priónicas, pero pueden afectar al riesgo de la persona a desarrollar estas enfermedades o alterar el curso de los desórdenes.